# Elezioni amministrative in Italia del 2010
Le elezioni amministrative in Italia del 2010 si sono tenute il 28 e 29 marzo (primo turno) e l'11 e 12 aprile (secondo turno).
In Sardegna e in Sicilia le elezioni si sono tenute il 30 e 31 maggio (primo turno) e il 13 e 14 giugno (secondo turno).
In Valle d'Aosta le elezioni si sono tenute il 23 maggio; in Trentino-Alto Adige il 16 maggio (primo turno) e il 30 maggio (secondo turno).

## Sintesi

### Riepilogo sindaci eletti
Coalizione di centro-sinistra
     Coalizione di centro-destra
     Democrazia è Libertà - La Margherita
     Comuni commissariati
| Regione             | Comune        | Sindaco uscente | Sindaco uscente         | Sindaco eletto | Sindaco eletto          | 1º turno | 1º turno | 2º turno | 2º turno | Seggi   |
| Regione             | Comune        | Sindaco uscente | Sindaco uscente         | Sindaco eletto | Sindaco eletto          | Voti     | %        | Voti     | %        | Seggi   |
| ------------------- | ------------- | --------------- | ----------------------- | -------------- | ----------------------- | -------- | -------- | -------- | -------- | ------- |
| Valle d'Aosta       | Aosta         |                 | Guido Grimod (UV)       |                | Bruno Giordano (UV)     | 10.858   | 59,72%   | N.D.     | N.D.     | 19 / 29 |
| Lombardia           | Lecco         |                 | Sante Frantellizzi      |                | Virginio Brivio (PD)    | 13.690   | 50,23%   | N.D.     | N.D.     | 24 / 40 |
| Lombardia           | Lodi          |                 | Lorenzo Guerini (DL)    |                | Lorenzo Guerini (PD)    | 13.451   | 53,67%   | N.D.     | N.D.     | 24 / 40 |
| Lombardia           | Mantova       |                 | Fiorenza Brioni (DS)    |                | Nicola Sodano (PdL)     | 9.045    | 35,62%   | 11.821   | 52,19%   | 24 / 40 |
| Trentino-Alto Adige | Bolzano       |                 | Luigi Spagnolli (DL)    |                | Luigi Spagnolli (PD)    | 25.831   | 52,44%   | N.D.     | N.D.     | 27 / 50 |
| Veneto              | Venezia       |                 | Massimo Cacciari (DL)   |                | Giorgio Orsoni (PD)     | 75.403   | 51,13%   | N.D.     | N.D.     | 28 / 46 |
| Marche              | Macerata      |                 | Giorgio Meschini (DL)   |                | Romano Carancini (PD)   | 11.562   | 45,97%   | 10.690   | 50,30%   | 24 / 40 |
| Abruzzo             | Chieti        |                 | Francesco Ricci (DL)    |                | Umberto Di Primio (PdL) | 20.686   | 61,36%   | N.D.     | N.D.     | 27 / 40 |
| Puglia              | Andria        |                 | Vincenzo Zaccaro (DL)   |                | Nicola Giorgino (PdL)   | 36.145   | 58,60%   | N.D.     | N.D.     | 26 / 40 |
| Basilicata          | Matera        |                 | Sandro Calvosa          |                | Salvatore Adduce (PD)   | 18.694   | 48,47%   | 14.336   | 50,31%   | 25 / 40 |
| Calabria            | Vibo Valentia |                 | Francesco Sammarco (DS) |                | Nicola D'Agostino (PdL) | 6.296    | 28,71%   | 9.738    | 59,26%   | 24 / 40 |
| Sicilia             | Enna          |                 | Rino Agnello (DL)       |                | Paolo Garofalo (PD)     | 8.401    | 44,63%   | 7.716    | 58,50%   | 18 / 30 |
| Sardegna            | Iglesias      |                 | Pierluigi Carta (DS)    |                | Pierluigi Carta (PD)    | 5.155    | 29,53%   | 7.085    | 50,93%   | 8 / 30  |

## Elezioni comunali

### Valle d'Aosta

#### Aosta
| Candidati                                | Candidati                                | Voti                                     | %     | Liste                                    | Voti   | %     | Seggi |
| ---------------------------------------- | ---------------------------------------- | ---------------------------------------- | ----- | ---------------------------------------- | ------ | ----- | ----- |
|                                          | Bruno Giordano ✔️ Sindaco                | 10.858                                   | 59,72 | Union Valdôtaine                         | 4.096  | 23,68 | 8     |
| Stella Alpina                            | Bruno Giordano ✔️ Sindaco                | 10.858                                   | 59,72 | 3.222                                    | 18,63  | 6     |       |
| Il Popolo della Libertà                  | Bruno Giordano ✔️ Sindaco                | 10.858                                   | 59,72 | 1.716                                    | 9,92   | 3     |       |
| Fédération Autonomiste                   | Bruno Giordano ✔️ Sindaco                | 10.858                                   | 59,72 | 1.337                                    | 7,73   | 2     |       |
| Lega Nord                                | Bruno Giordano ✔️ Sindaco                | 10.858                                   | 59,72 | 279                                      | 1,61   | -     |       |
|                                          | Carlo Curtaz                             | 4.822                                    | 26,52 | Autonomie Liberté Participation Écologie | 3.295  | 19,05 | 4     |
| Sinistra per la Città                    | Carlo Curtaz                             | 4.822                                    | 26,52 | 951                                      | 5,50   | 1     |       |
| Seggi ai candidati sindaco e vicesindaco | Seggi ai candidati sindaco e vicesindaco | Seggi ai candidati sindaco e vicesindaco | 26,52 | 2                                        |        |       |       |
|                                          | Michele Monteleone                       | 2.502                                    | 13,76 | Partito Democratico                      | 2.113  | 12,21 | 1     |
| Italia dei Valori                        | Michele Monteleone                       | 2.502                                    | 13,76 | 290                                      | 1,68   | -     |       |
| Seggi ai candidati sindaco e vicesindaco | Seggi ai candidati sindaco e vicesindaco | Seggi ai candidati sindaco e vicesindaco | 13,76 | 2                                        |        |       |       |
| Totale                                   | Totale                                   | 19.079                                   |       |                                          | 18.182 |       | 29    |

### Lombardia

#### Lecco
| Candidati                                              | Candidati                   | Voti                        | %     | Liste                   | Voti   | %     | Seggi |
| ------------------------------------------------------ | --------------------------- | --------------------------- | ----- | ----------------------- | ------ | ----- | ----- |
|                                                        | Virginio Brivio ✔️ Sindaco  | 13.690                      | 50,23 | Partito Democratico     | 8.560  | 36,30 | 20    |
| Appello per Lecco                                      | Virginio Brivio ✔️ Sindaco  | 13.690                      | 50,23 | 1.268                   | 5,38   | 2     |       |
| Federazione della Sinistra - Sinistra Ecologia Libertà | Virginio Brivio ✔️ Sindaco  | 13.690                      | 50,23 | 845                     | 3,58   | 1     |       |
| Italia dei Valori                                      | Virginio Brivio ✔️ Sindaco  | 13.690                      | 50,23 | 798                     | 3,38   | 1     |       |
|                                                        | Roberto Castelli            | 12.049                      | 44,21 | Il Popolo della Libertà | 6.061  | 25,70 | 8     |
| Lega Nord                                              | Roberto Castelli            | 12.049                      | 44,21 | 4.873                   | 20,66  | 7     |       |
| Seggio al candidato sindaco                            | Seggio al candidato sindaco | Seggio al candidato sindaco | 44,21 | 1                       |        |       |       |
|                                                        | Marco Cariboni              | 800                         | 2,94  | Unione di Centro        | 605    | 2,57  | -     |
|                                                        | Giuseppe Pogliani           | 716                         | 2,63  | Forza Civica Pogliani   | 574    | 2,43  | -     |
| Totale                                                 | Totale                      | 27.255                      |       |                         | 23.584 |       | 40    |

#### Lodi
| Candidati                                 | Candidati                   | Voti                        | %     | Liste                   | Voti   | %     | Seggi |
| ----------------------------------------- | --------------------------- | --------------------------- | ----- | ----------------------- | ------ | ----- | ----- |
|                                           | Lorenzo Guerini ✔️ Sindaco  | 13.451                      | 53,67 | Partito Democratico     | 6.534  | 28,63 | 14    |
| Lodi con Guerini                          | Lorenzo Guerini ✔️ Sindaco  | 13.451                      | 53,67 | 2.453                   | 10,75  | 5     |       |
| Progetto Guerini                          | Lorenzo Guerini ✔️ Sindaco  | 13.451                      | 53,67 | 1.600                   | 7,01   | 3     |       |
| Italia dei Valori                         | Lorenzo Guerini ✔️ Sindaco  | 13.451                      | 53,67 | 883                     | 3,87   | 1     |       |
| Federazione della Sinistra - Lista civica | Lorenzo Guerini ✔️ Sindaco  | 13.451                      | 53,67 | 509                     | 2,23   | 1     |       |
| Partito Pensionati                        | Lorenzo Guerini ✔️ Sindaco  | 13.451                      | 53,67 | 244                     | 1,07   | -     |       |
|                                           | Sergio Tadi                 | 9.671                       | 38,59 | Il Popolo della Libertà | 4.442  | 19,46 | 8     |
| Lega Nord                                 | Sergio Tadi                 | 9.671                       | 38,59 | 3.784                   | 16,58  | 6     |       |
| Insieme per il Lodigiano                  | Sergio Tadi                 | 9.671                       | 38,59 | 623                     | 2,73   | 1     |       |
| Seggio al candidato sindaco               | Seggio al candidato sindaco | Seggio al candidato sindaco | 38,59 | 1                       |        |       |       |
|                                           | Francesco Milanesi          | 641                         | 2,56  | Primavera Lodigiana     | 568    | 2,49  | -     |
|                                           | Stefano Buzzi               | 543                         | 2,17  | Lodi che Verrà          | 521    | 2,28  | -     |
|                                           | Gabriella Gazzola           | 491                         | 1,96  | Unione di Centro        | 441    | 1,93  | -     |
|                                           | Gianmario Invernizzi        | 266                         | 1,06  | SOS Lodi                | 224    | 0,98  | -     |
| Totale                                    | Totale                      | 25.063                      |       |                         | 22.826 |       | 40    |

#### Mantova
| Candidati                     | Candidati                              | Voti                        | %     | Liste                   | Voti   | %     | Seggi |
| ----------------------------- | -------------------------------------- | --------------------------- | ----- | ----------------------- | ------ | ----- | ----- |
|                               | Fiorenza Brioni Accede al ballottaggio | 10.262                      | 40,41 | Partito Democratico     | 6.086  | 26,86 | 9     |
| Insieme per Brioni Sindaco    | Fiorenza Brioni Accede al ballottaggio | 10.262                      | 40,41 | 1.258                   | 5,55   | 1     |       |
| Italia dei Valori             | Fiorenza Brioni Accede al ballottaggio | 10.262                      | 40,41 | 1.225                   | 5,41   | 1     |       |
| Per la Sinistra Unita         | Fiorenza Brioni Accede al ballottaggio | 10.262                      | 40,41 | 712                     | 3,14   | 1     |       |
| Seggio al candidato sindaco   | Seggio al candidato sindaco            | Seggio al candidato sindaco | 40,41 | 1                       |        |       |       |
|                               | Nicola Sodano Accede al ballottaggio   | 9.045                       | 35,62 | Il Popolo della Libertà | 5.722  | 25,26 | 14    |
| Lega Nord                     | Nicola Sodano Accede al ballottaggio   | 9.045                       | 35,62 | 2.307                   | 10,18  | 6     |       |
| Partito Repubblicano Italiano | Nicola Sodano Accede al ballottaggio   | 9.045                       | 35,62 | 236                     | 1,04   | -     |       |
|                               | Antonino Zaniboni                      | 2.522                       | 9,93  | Mantova il Patto Nuovo  | 1.659  | 7,32  | 1     |
| Unione di Centro (A)          | Antonino Zaniboni                      | 2.522                       | 9,93  | 551                     | 2,43   | -     |       |
| Seggio al candidato sindaco   | Seggio al candidato sindaco            | Seggio al candidato sindaco | 9,93  | 1                       |        |       |       |
|                               | Giampaolo Benedini                     | 2.097                       | 8,26  | Benedini x Mantova (B)  | 1.647  | 7,27  | 4     |
|                               | Sergio Ciliegi                         | 824                         | 3,24  | Forum                   | 712    | 3,14  | 1     |
|                               | Corrado Andreani                       | 409                         | 1,61  | ACM È con Te            | 358    | 1,58  | -     |
|                               | Monica Perugini                        | 237                         | 0,93  | Sinistra Popolare       | 182    | 0,80  | -     |
| Totale                        | Totale                                 | 25.396                      |       |                         | 22.655 |       | 40    |

- La lista contrassegnata con la lettera A è apparentata al secondo turno con il candidato sindaco Fiorenza Brioni.
- La lista contrassegnata con la lettera B è apparentata al secondo turno con il candidato sindaco Nicola Sodano.

Ballottaggio
| Candidati | Candidati                | Voti   | %     |
| --------- | ------------------------ | ------ | ----- |
|           | Nicola Sodano ✔️ Sindaco | 11.821 | 52,19 |
|           | Fiorenza Brioni          | 10.830 | 47,81 |
| Totale    | Totale                   | 22.651 |       |

### Trentino-Alto Adige

#### Bolzano
| Candidati                            | Candidati                  | Voti   | %     | Liste                          | Voti   | %     | Seggi |
| ------------------------------------ | -------------------------- | ------ | ----- | ------------------------------ | ------ | ----- | ----- |
|                                      | Luigi Spagnolli ✔️ Sindaco | 25.831 | 52,44 | Südtiroler Volkspartei         | 9.007  | 19,57 | 10    |
| Partito Democratico                  | Luigi Spagnolli ✔️ Sindaco | 25.831 | 52,44 | 7.900                          | 17,16  | 9     |       |
| Verdi - Grüne - Verc                 | Luigi Spagnolli ✔️ Sindaco | 25.831 | 52,44 | 2.993                          | 6,50   | 3     |       |
| Partito della Rifondazione Comunista | Luigi Spagnolli ✔️ Sindaco | 25.831 | 52,44 | 1.247                          | 2,71   | 1     |       |
| Italia dei Valori                    | Luigi Spagnolli ✔️ Sindaco | 25.831 | 52,44 | 1.095                          | 2,38   | 1     |       |
| Partito Socialista Italiano          | Luigi Spagnolli ✔️ Sindaco | 25.831 | 52,44 | 621                            | 1,35   | 1     |       |
| Sinistra Ecologia Libertà            | Luigi Spagnolli ✔️ Sindaco | 25.831 | 52,44 | 564                            | 1,23   | 1     |       |
| Lista Bonino-Pannella                | Luigi Spagnolli ✔️ Sindaco | 25.831 | 52,44 | 429                            | 0,93   | 1     |       |
|                                      | Robert Oberrauch           | 16.121 | 32,73 | Il Popolo della Libertà        | 9.899  | 21,50 | 11    |
| Lega Nord                            | Robert Oberrauch           | 16.121 | 32,73 | 2.527                          | 5,49   | 3     |       |
| Unitalia                             | Robert Oberrauch           | 16.121 | 32,73 | 1.651                          | 3,59   | 2     |       |
| Forza Bolzano                        | Robert Oberrauch           | 16.121 | 32,73 | 974                            | 2,12   | 2     |       |
| Democrazia Cristiana                 | Robert Oberrauch           | 16.121 | 32,73 | 200                            | 0,43   | -     |       |
|                                      | Sandro Repetto             | 2.800  | 5,68  | Unione di Centro               | 2.686  | 5,83  | 3     |
|                                      | Alberto Filippi            | 1.954  | 3,97  | Movimento 5 Stelle             | 1.875  | 4,07  | 2     |
|                                      | Ulli Mair                  | 963    | 1,96  | Die Freiheitlichen             | 637    | 1,38  | -     |
| Süd-Tiroler Freiheit                 | Ulli Mair                  | 963    | 1,96  | 220                            | 0,48   | -     |       |
|                                      | Michele Di Puppo           | 757    | 1,54  | Unione per Bolzano             | 708    | 1,54  | -     |
|                                      | Giuseppina Di Cesaro       | 345    | 0,70  | Fionda di Davide               | 337    | 0,73  | -     |
|                                      | Patrizia Sabbadin          | 314    | 0,64  | Partito dei Comunisti Italiani | 298    | 0,65  | -     |
|                                      | Alberto Berger             | 171    | 0,35  | Athesis                        | 165    | 0,36  | -     |
| Totale                               | Totale                     | 49.256 |       |                                | 46.033 |       | 50    |

### Veneto

#### Venezia
| Candidati                                 | Candidati                   | Voti                        | %     | Liste                               | Voti    | %     | Seggi |
| ----------------------------------------- | --------------------------- | --------------------------- | ----- | ----------------------------------- | ------- | ----- | ----- |
|                                           | Giorgio Orsoni ✔️ Sindaco   | 75.403                      | 51,13 | Partito Democratico                 | 37.027  | 28,89 | 17    |
| Italia dei Valori                         | Giorgio Orsoni ✔️ Sindaco   | 75.403                      | 51,13 | 8.628                               | 6,73    | 4     |       |
| Unione di Centro - Lista Civica           | Giorgio Orsoni ✔️ Sindaco   | 75.403                      | 51,13 | 5.824                               | 4,54    | 2     |       |
| Con Bettin in Comune                      | Giorgio Orsoni ✔️ Sindaco   | 75.403                      | 51,13 | 4.816                               | 3,76    | 2     |       |
| Partito Socialista Italiano               | Giorgio Orsoni ✔️ Sindaco   | 75.403                      | 51,13 | 4.800                               | 3,75    | 2     |       |
| Federazione della Sinistra                | Giorgio Orsoni ✔️ Sindaco   | 75.403                      | 51,13 | 4.244                               | 3,31    | 1     |       |
| Salvadori per Venezia e Mestre            | Giorgio Orsoni ✔️ Sindaco   | 75.403                      | 51,13 | 353                                 | 0,28    | -     |       |
|                                           | Renato Brunetta             | 62.833                      | 42,61 | Il Popolo della Libertà             | 29.179  | 22,77 | 10    |
| Lega Nord                                 | Renato Brunetta             | 62.833                      | 42,61 | 14.297                              | 11,16   | 4     |       |
| Brunetta Sindaco                          | Renato Brunetta             | 62.833                      | 42,61 | 8.499                               | 6,63    | 2     |       |
| Amici Popolari                            | Renato Brunetta             | 62.833                      | 42,61 | 876                                 | 0,68    | -     |       |
| Alleanza di Centro - Democrazia Cristiana | Renato Brunetta             | 62.833                      | 42,61 | 817                                 | 0,64    | -     |       |
| Partito Pensionati                        | Renato Brunetta             | 62.833                      | 42,61 | 688                                 | 0,54    | -     |       |
| Seggio al candidato sindaco               | Seggio al candidato sindaco | Seggio al candidato sindaco | 42,61 | 1                                   |         |       |       |
|                                           | Marco Gavagnin              | 4.608                       | 3,12  | Movimento 5 Stelle                  | 4.189   | 3,27  | 1     |
|                                           | Michele Boato               | 1.677                       | 1,14  | Ecologisti e Radicali               | 1.343   | 1,05  | -     |
|                                           | Alfredo Scibilia            | 1.272                       | 0,86  | Una Grande Città                    | 1.123   | 0,88  | -     |
|                                           | Enrico Bressan              | 552                         | 0,37  | Fare                                | 510     | 0,40  | -     |
|                                           | Enzo Tataranni              | 513                         | 0,35  | Partito Comunista dei Lavoratori    | 474     | 0,37  | -     |
|                                           | Alberto Gardin              | 387                         | 0,26  | Indipendenza Veneta                 | 310     | 0,24  | -     |
|                                           | Francesco Mario D'Elia      | 220                         | 0,15  | Movimento Autonomo Venezia e Mestre | 168     | 0,13  | -     |
| Totale                                    | Totale                      | 147.465                     | 100   |                                     | 128.165 | 100   | 46    |

### Marche

#### Macerata
| Candidati                    | Candidati                               | Voti                        | %     | Liste                   | Voti   | %     | Seggi |
| ---------------------------- | --------------------------------------- | --------------------------- | ----- | ----------------------- | ------ | ----- | ----- |
|                              | Romano Carancini Accede al ballottaggio | 11.562                      | 45,97 | Partito Democratico     | 5.538  | 23,87 | 14    |
| Federazione della Sinistra   | Romano Carancini Accede al ballottaggio | 11.562                      | 45,97 | 1.687                   | 7,27   | 4     |       |
| Italia dei Valori            | Romano Carancini Accede al ballottaggio | 11.562                      | 45,97 | 1.085                   | 4,68   | 2     |       |
| Pensare Macerata             | Romano Carancini Accede al ballottaggio | 11.562                      | 45,97 | 1.054                   | 4,54   | 2     |       |
| La Sinistra per Macerata     | Romano Carancini Accede al ballottaggio | 11.562                      | 45,97 | 728                     | 3,14   | 1     |       |
| Federazione dei Verdi        | Romano Carancini Accede al ballottaggio | 11.562                      | 45,97 | 406                     | 1,75   | 1     |       |
| Alleanza per l'Italia        | Romano Carancini Accede al ballottaggio | 11.562                      | 45,97 | 290                     | 1,25   | -     |       |
|                              | Fabio Pistarelli Accede al ballottaggio | 10.335                      | 41,10 | Il Popolo della Libertà | 5.392  | 23,24 | 8     |
| Macerata È nel Cuore         | Fabio Pistarelli Accede al ballottaggio | 10.335                      | 41,10 | 1.462                   | 6,30   | 2     |       |
| Unione di Centro             | Fabio Pistarelli Accede al ballottaggio | 10.335                      | 41,10 | 1.287                   | 5,55   | 2     |       |
| Lista Conti - Macerata Vince | Fabio Pistarelli Accede al ballottaggio | 10.335                      | 41,10 | 895                     | 3,86   | 1     |       |
| Lega Nord                    | Fabio Pistarelli Accede al ballottaggio | 10.335                      | 41,10 | 527                     | 2,27   | -     |       |
| Seggio al candidato sindaco  | Seggio al candidato sindaco             | Seggio al candidato sindaco | 41,10 | 1                       |        |       |       |
|                              | Anna Menghi                             | 1.516                       | 6,03  | Comitato Anna Menghi    | 1.124  | 4,84  | -     |
| Essere Macerata              | Anna Menghi                             | 1.516                       | 6,03  | 236                     | 1,02   | -     |       |
| Seggio al candidato sindaco  | Seggio al candidato sindaco             | Seggio al candidato sindaco | 6,03  | 1                       |        |       |       |
|                              | Giorgio Ballesi                         | 955                         | 3,80  | Lista Ballesi           | 857    | 3,69  | 1     |
|                              | Paolo Ranzuglia                         | 781                         | 3,11  | Maceratiamo             | 633    | 2,73  | -     |
| Totale                       | Totale                                  | 25.149                      |       |                         | 23.201 |       | 40    |

Ballottaggio
| Candidati | Candidati                   | Voti   | %     |
| --------- | --------------------------- | ------ | ----- |
|           | Romano Carancini ✔️ Sindaco | 10.690 | 50,30 |
|           | Fabio Pistarelli            | 10.564 | 49,70 |
| Totale    | Totale                      | 21.254 | 100   |

### Abruzzo

#### Chieti
| Candidati                            | Candidati                    | Voti                        | %     | Liste                   | Voti   | %     | Seggi |
| ------------------------------------ | ---------------------------- | --------------------------- | ----- | ----------------------- | ------ | ----- | ----- |
|                                      | Umberto Di Primio ✔️ Sindaco | 20.686                      | 61,36 | Il Popolo della Libertà | 9.570  | 29,56 | 13    |
| Unione di Centro                     | Umberto Di Primio ✔️ Sindaco | 20.686                      | 61,36 | 4.669                   | 14,42  | 6     |       |
| Giustizia Sociale                    | Umberto Di Primio ✔️ Sindaco | 20.686                      | 61,36 | 2.565                   | 7,92   | 3     |       |
| Alleanza per Di Primio               | Umberto Di Primio ✔️ Sindaco | 20.686                      | 61,36 | 1.707                   | 5,27   | 2     |       |
| Uniti per Chieti (MPA - Idea Comune) | Umberto Di Primio ✔️ Sindaco | 20.686                      | 61,36 | 1.568                   | 4,84   | 2     |       |
| Lega Nord - Il Popolo di Chieti      | Umberto Di Primio ✔️ Sindaco | 20.686                      | 61,36 | 993                     | 3,07   | 1     |       |
| La Destra                            | Umberto Di Primio ✔️ Sindaco | 20.686                      | 61,36 | 249                     | 0,77   | -     |       |
|                                      | Francesco Ricci              | 11.410                      | 33,85 | Partito Democratico     | 5.178  | 15,99 | 7     |
| Italia dei Valori                    | Francesco Ricci              | 11.410                      | 33,85 | 1.964                   | 6,07   | 2     |       |
| Chieti per Chieti                    | Francesco Ricci              | 11.410                      | 33,85 | 1.334                   | 4,12   | 2     |       |
| Federazione della Sinistra           | Francesco Ricci              | 11.410                      | 33,85 | 1.078                   | 3,33   | 1     |       |
| Sinistra Ecologia Libertà            | Francesco Ricci              | 11.410                      | 33,85 | 552                     | 1,71   | -     |       |
| Seggio al candidato sindaco          | Seggio al candidato sindaco  | Seggio al candidato sindaco | 33,85 | 1                       |        |       |       |
|                                      | Giustino Angeloni            | 922                         | 2,74  | Theate Nova             | 510    | 1,58  | -     |
|                                      | Pietro Supino                | 437                         | 1,30  | Etica e Solidarietà     | 302    | 0,93  | -     |
|                                      | Eugenio Di Francesco         | 256                         | 0,76  | Forza Nuova             | 134    | 0,41  | -     |
| Totale                               | Totale                       | 33.711                      |       |                         | 32.373 |       | 40    |

### Puglia

#### Andria
| Candidati                       | Candidati                   | Voti                        | %     | Liste                   | Voti   | %     | Seggi |
| ------------------------------- | --------------------------- | --------------------------- | ----- | ----------------------- | ------ | ----- | ----- |
|                                 | Nicola Giorgino ✔️ Sindaco  | 36.145                      | 58,60 | Il Popolo della Libertà | 16.290 | 27,83 | 13    |
| Andria 2010                     | Nicola Giorgino ✔️ Sindaco  | 36.145                      | 58,60 | 7.729                   | 13,20  | 6     |       |
| Alleanza per Andria             | Nicola Giorgino ✔️ Sindaco  | 36.145                      | 58,60 | 3.526                   | 6,02   | 2     |       |
| Andria Possibile                | Nicola Giorgino ✔️ Sindaco  | 36.145                      | 58,60 | 3.007                   | 5,13   | 2     |       |
| Nuova Generazione               | Nicola Giorgino ✔️ Sindaco  | 36.145                      | 58,60 | 2.864                   | 4,89   | 2     |       |
| Patto per Andria                | Nicola Giorgino ✔️ Sindaco  | 36.145                      | 58,60 | 1.435                   | 2,45   | 1     |       |
| Popolari UDEUR                  | Nicola Giorgino ✔️ Sindaco  | 36.145                      | 58,60 | 614                     | 1,04   | -     |       |
| Andria Ci Chiama                | Nicola Giorgino ✔️ Sindaco  | 36.145                      | 58,60 | 543                     | 0,92   | -     |       |
|                                 | Nunzio Liso                 | 10.630                      | 17,23 | Partito Democratico     | 5.426  | 9,27  | 4     |
| Sinistra Ecologia Libertà       | Nunzio Liso                 | 10.630                      | 17,23 | 2.671                   | 4,56   | 2     |       |
| Federazione della Sinistra      | Nunzio Liso                 | 10.630                      | 17,23 | 1.185                   | 2,02   | -     |       |
| Agricoltura Territorio Ambiente | Nunzio Liso                 | 10.630                      | 17,23 | 934                     | 1,59   | -     |       |
| Seggio al candidato sindaco     | Seggio al candidato sindaco | Seggio al candidato sindaco | 17,23 | 1                       |        |       |       |
|                                 | Stefano Porziotta           | 7.294                       | 11,82 | La Risposta per Andria  | 2.865  | 4,89  | 2     |
| L'Alternativa                   | Stefano Porziotta           | 7.294                       | 11,82 | 2.710                   | 4,63   | 1     |       |
| Seggio al candidato sindaco     | Seggio al candidato sindaco | Seggio al candidato sindaco | 11,82 | 1                       |        |       |       |
|                                 | Giovanna Bruno              | 6.216                       | 10,07 | Andria 3                | 2.407  | 4,11  | 1     |
| Italia dei Valori               | Giovanna Bruno              | 6.216                       | 10,07 | 1.406                   | 2,40   | 1     |       |
| Unione di Centro                | Giovanna Bruno              | 6.216                       | 10,07 | 680                     | 1,16   | -     |       |
| Io Sud                          | Giovanna Bruno              | 6.216                       | 10,07 | 667                     | 1,13   | -     |       |
| Lista S. Valentino              | Giovanna Bruno              | 6.216                       | 10,07 | 154                     | 0,26   | -     |       |
| Seggio al candidato sindaco     | Seggio al candidato sindaco | Seggio al candidato sindaco | 10,07 | 1                       |        |       |       |
|                                 | Giuseppe D'Ambrosio         | 1.391                       | 2,25  | Movimento 5 Stelle      | 1.407  | 2,40  | -     |
| Totale                          | Totale                      | 61.676                      |       |                         | 58.520 |       | 40    |

### Basilicata

#### Matera
| Candidati                   | Candidati                                    | Voti                        | %     | Liste                   | Voti   | %     | Seggi |
| --------------------------- | -------------------------------------------- | --------------------------- | ----- | ----------------------- | ------ | ----- | ----- |
|                             | Salvatore Adduce Accede al ballottaggio      | 18.694                      | 48,47 | Partito Democratico     | 8.950  | 23,86 | 12    |
| Lista Stella                | Salvatore Adduce Accede al ballottaggio      | 18.694                      | 48,47 | 3.519                   | 9,38   | 4     |       |
| Italia dei Valori           | Salvatore Adduce Accede al ballottaggio      | 18.694                      | 48,47 | 3.185                   | 8,49   | 4     |       |
| Alleanza per l'Italia       | Salvatore Adduce Accede al ballottaggio      | 18.694                      | 48,47 | 1.363                   | 3,63   | 1     |       |
| Unione di Centro            | Salvatore Adduce Accede al ballottaggio      | 18.694                      | 48,47 | 1.239                   | 3,30   | 1     |       |
| Sinistra Unita              | Salvatore Adduce Accede al ballottaggio      | 18.694                      | 48,47 | 1.141                   | 3,04   | 1     |       |
| Partito Socialista Italiano | Salvatore Adduce Accede al ballottaggio      | 18.694                      | 48,47 | 1.032                   | 2,75   | 1     |       |
| Popolari Uniti              | Salvatore Adduce Accede al ballottaggio      | 18.694                      | 48,47 | 1.023                   | 2,73   | 1     |       |
| Federazione dei Verdi       | Salvatore Adduce Accede al ballottaggio      | 18.694                      | 48,47 | 142                     | 0,38   | -     |       |
|                             | Angelo Raffaele Tosto Accede al ballottaggio | 10.120                      | 26,24 | Tosto Sindaco           | 3.388  | 9,03  | 4     |
| Alleanza Materana           | Angelo Raffaele Tosto Accede al ballottaggio | 10.120                      | 26,24 | 1.403                   | 3,74   | 1     |       |
| MO.MA                       | Angelo Raffaele Tosto Accede al ballottaggio | 10.120                      | 26,24 | 1.147                   | 3,06   | 1     |       |
| Movimento per le Autonomie  | Angelo Raffaele Tosto Accede al ballottaggio | 10.120                      | 26,24 | 801                     | 2,14   | 1     |       |
| Laboratorio per la Città    | Angelo Raffaele Tosto Accede al ballottaggio | 10.120                      | 26,24 | 779                     | 2,08   | 1     |       |
| Io Sud                      | Angelo Raffaele Tosto Accede al ballottaggio | 10.120                      | 26,24 | 717                     | 1,91   | 1     |       |
| Liberi per Passione         | Angelo Raffaele Tosto Accede al ballottaggio | 10.120                      | 26,24 | 668                     | 1,78   | -     |       |
| Seggio al candidato sindaco | Seggio al candidato sindaco                  | Seggio al candidato sindaco | 26,24 | 1                       |        |       |       |
|                             | Francesco Saverio Acito                      | 5.622                       | 14,58 | Il Popolo della Libertà | 4.649  | 12,39 | 5     |
|                             | Domenico Savino                              | 1.766                       | 4,58  | Lista Civica 5 Stelle   | 994    | 2,65  | -     |
|                             | Domenico Genchi                              | 1.215                       | 3,15  | Matera Cambia           | 999    | 2,66  | -     |
|                             | Giacinta Scarciolla                          | 1.153                       | 2,99  | Scarciolla Sindaco      | 372    | 0,99  | -     |
| Totale                      | Totale                                       | 38.570                      |       |                         | 37.511 |       | 40    |

Ballottaggio
| Candidati | Candidati                   | Voti   | %     |
| --------- | --------------------------- | ------ | ----- |
|           | Salvatore Adduce ✔️ Sindaco | 14.336 | 50,31 |
|           | Angelo Raffaele Tosto       | 14.157 | 49,69 |
| Totale    | Totale                      | 28.493 |       |

### Calabria

#### Vibo Valentia
| Candidati                                      | Candidati                                | Voti                        | %     | Liste                   | Voti   | %     | Seggi |
| ---------------------------------------------- | ---------------------------------------- | --------------------------- | ----- | ----------------------- | ------ | ----- | ----- |
|                                                | Michele Soriano Accede al ballottaggio   | 9.017                       | 41,12 | I Riformisti            | 2.684  | 12,51 | 3     |
| Partito Democratico                            | Michele Soriano Accede al ballottaggio   | 9.017                       | 41,12 | 2.211                   | 10,31  | 3     |       |
| Con e per la Gente                             | Michele Soriano Accede al ballottaggio   | 9.017                       | 41,12 | 1.837                   | 8,56   | 2     |       |
| Uniti per Vibo                                 | Michele Soriano Accede al ballottaggio   | 9.017                       | 41,12 | 1.213                   | 5,65   | 1     |       |
| Sinistra per Vibo (FdS - Verdi - SEL - Civica) | Michele Soriano Accede al ballottaggio   | 9.017                       | 41,12 | 1.019                   | 4,75   | 1     |       |
| Italia dei Valori                              | Michele Soriano Accede al ballottaggio   | 9.017                       | 41,12 | 656                     | 3,05   | -     |       |
| Democratici Vibonesi                           | Michele Soriano Accede al ballottaggio   | 9.017                       | 41,12 | 624                     | 2,91   | -     |       |
| Seggio al candidato sindaco                    | Seggio al candidato sindaco              | Seggio al candidato sindaco | 41,12 | 1                       |        |       |       |
|                                                | Nicola D'Agostino Accede al ballottaggio | 6.296                       | 28,70 | Il Popolo della Libertà | 3.800  | 17,72 | 18    |
| Per Vibo con D'Agostino                        | Nicola D'Agostino Accede al ballottaggio | 6.296                       | 28,70 | 1.248                   | 5,82   | 5     |       |
| Insieme per Vibo Valentia                      | Nicola D'Agostino Accede al ballottaggio | 6.296                       | 28,70 | 365                     | 1,70   | 1     |       |
|                                                | Antonino Daffinà                         | 5.391                       | 24,58 | Unione di Centro        | 2.425  | 11,31 | 2     |
| Una Mano per Vibo                              | Antonino Daffinà                         | 5.391                       | 24,58 | 1.681                   | 7,84   | 2     |       |
| Alleanza Vibonese                              | Antonino Daffinà                         | 5.391                       | 24,58 | 601                     | 2,80   | -     |       |
| Noi Sud                                        | Antonino Daffinà                         | 5.391                       | 24,58 | 347                     | 1,61   | -     |       |
| Rinascita                                      | Antonino Daffinà                         | 5.391                       | 24,58 | 279                     | 1,30   | -     |       |
| Seggio al candidato sindaco                    | Seggio al candidato sindaco              | Seggio al candidato sindaco | 24,58 | 1                       |        |       |       |
|                                                | Nicolino La Gamba                        | 1.226                       | 5,59  | Patto per il Vibonese   | 450    | 2,09  | -     |
| Totale                                         | Totale                                   | 21.930                      | 100   |                         | 21.440 | 100   | 40    |

Ballottaggio
| Candidati | Candidati                    | Voti   | %     |
| --------- | ---------------------------- | ------ | ----- |
|           | Nicola D'Agostino ✔️ Sindaco | 9.738  | 59,26 |
|           | Michele Soriano              | 6.695  | 40,74 |
| Totale    | Totale                       | 16.433 |       |

### Sicilia

#### Enna
| Candidati                    | Candidati                             | Voti   | %     | Liste                     | Voti   | %     | Seggi |
| ---------------------------- | ------------------------------------- | ------ | ----- | ------------------------- | ------ | ----- | ----- |
|                              | Paolo Garofalo Accede al ballottaggio | 8.401  | 44,63 | Partito Democratico       | 4.613  | 25,14 | 9     |
| Primavera Democratica        | Paolo Garofalo Accede al ballottaggio | 8.401  | 44,63 | 3.091                     | 16,84  | 6     |       |
| Sinistra Democratica - Torre | Paolo Garofalo Accede al ballottaggio | 8.401  | 44,63 | 1.646                     | 8,97   | 3     |       |
|                              | Angelo Moceri Accede al ballottaggio  | 4.777  | 25,38 | Il Popolo della Libertà   | 2.181  | 11,88 | 3     |
| Movimento per l'Autonomia    | Angelo Moceri Accede al ballottaggio  | 4.777  | 25,38 | 1.647                     | 8,97   | 3     |       |
|                              | Maria Teresa Montalbano               | 2.710  | 14,40 | Enna Libera - PdL Sicilia | 2.387  | 13,01 | 3     |
|                              | Vincenzo Francesco Cimino             | 2.398  | 12,74 | Enna al Centro (A)        | 1.823  | 9,93  | 3     |
| Italia dei Valori            | Vincenzo Francesco Cimino             | 2.398  | 12,74 | 538                       | 2,93   | -     |       |
|                              | Santo Motta                           | 537    | 2,85  | Unione di Centro          | 425    | 2,32  | -     |
| Totale                       | Totale                                | 18.823 |       |                           | 18.351 |       | 30    |

- La lista contrassegnata con la lettera A è apparentata al secondo turno con il candidato sindaco Angelo Moceri.

Ballottaggio
| Candidati | Candidati                 | Voti  | %     |
| --------- | ------------------------- | ----- | ----- |
|           | Paolo Garofalo ✔️ Sindaco | 7.716 | 58,50 |
|           | Angelo Moceri             | 5.473 | 41,50 |
| Totale    |                           |       |       |

Fonti: Primo turno - Secondo turno

### Sardegna

#### Iglesias (Italia)|Iglesias
| Candidati                   | Candidati                              | Voti                        | %     | Liste                      | Voti   | %     | Seggi |
| --------------------------- | -------------------------------------- | --------------------------- | ----- | -------------------------- | ------ | ----- | ----- |
|                             | Paolo Fogu Accede al ballottaggio      | 7.833                       | 44,88 | Unione di Centro           | 3.991  | 24,33 | 8     |
| Il Popolo della Libertà     | Paolo Fogu Accede al ballottaggio      | 7.833                       | 44,88 | 2.179                      | 13,28  | 4     |       |
| Movimento Democratico Fogu  | Paolo Fogu Accede al ballottaggio      | 7.833                       | 44,88 | 1.968                      | 12,00  | 4     |       |
| Partito Sardo d'Azione      | Paolo Fogu Accede al ballottaggio      | 7.833                       | 44,88 | 327                        | 1,99   | -     |       |
| Rinascita e Progresso       | Paolo Fogu Accede al ballottaggio      | 7.833                       | 44,88 | 274                        | 1,67   | -     |       |
| Seggio al candidato sindaco | Seggio al candidato sindaco            | Seggio al candidato sindaco | 44,88 | 1                          |        |       |       |
|                             | Pierluigi Carta Accede al ballottaggio | 5.155                       | 29,53 | Partito Democratico        | 2.661  | 16,22 | 6     |
| Il Tuo Segno per Iglesias   | Pierluigi Carta Accede al ballottaggio | 5.155                       | 29,53 | 791                        | 4,82   | 1     |       |
| Sinistra Ecologia Libertà   | Pierluigi Carta Accede al ballottaggio | 5.155                       | 29,53 | 602                        | 3,67   | 1     |       |
| Italia dei Valori           | Pierluigi Carta Accede al ballottaggio | 5.155                       | 29,53 | 214                        | 1,30   | -     |       |
|                             | Roberto Carlo Frongia                  | 34,76                       | 19,92 | Riformatori Sardi          | 1.801  | 10,98 | 3     |
| Forza Iglesias              | Roberto Carlo Frongia                  | 34,76                       | 19,92 | 903                        | 5,50   | 1     |       |
| Seggio al candidato sindaco | Seggio al candidato sindaco            | Seggio al candidato sindaco | 19,92 | 1                          |        |       |       |
|                             | Giuliano Marongiu                      | 636                         | 3,64  | Federazione della Sinistra | 477    | 2,91  | -     |
|                             | Giuliana Pintus                        | 2,03                        | 354   | Donne e Uomini Popolari    | 1,32   | 216   | -     |
| Totale                      | Totale                                 | 17.454                      | 100   |                            | 16.404 | 100   | 30    |

Ballottaggio
| Candidati | Candidati                  | Voti   | %     |
| --------- | -------------------------- | ------ | ----- |
|           | Pierluigi Carta ✔️ Sindaco | 7.085  | 50,93 |
|           | Paolo Fogu                 | 6.825  | 49,07 |
| Totale    | Totale                     | 13.910 |       |

#### Nuoro
| Candidati                             | Candidati                                 | Voti                        | %     | Liste                   | Voti   | %     | Seggi |
| ------------------------------------- | ----------------------------------------- | --------------------------- | ----- | ----------------------- | ------ | ----- | ----- |
|                                       | Paolo Manca Accede al ballottaggio        | 7.871                       | 34,40 | Il Popolo della Libertà | 2.575  | 11,77 | 4     |
| Unione di Centro                      | Paolo Manca Accede al ballottaggio        | 7.871                       | 34,40 | 1.844                   | 8,43   | 2     |       |
| Partito Sardo d'Azione - Lista civica | Paolo Manca Accede al ballottaggio        | 7.871                       | 34,40 | 1.278                   | 5,84   | 1     |       |
| La Città in Comune                    | Paolo Manca Accede al ballottaggio        | 7.871                       | 34,40 | 1.039                   | 4,75   | 1     |       |
| Riformatori Sardi                     | Paolo Manca Accede al ballottaggio        | 7.871                       | 34,40 | 956                     | 4,37   | 1     |       |
| Seggio al candidato sindaco           | Seggio al candidato sindaco               | Seggio al candidato sindaco | 34,40 | 1                       |        |       |       |
|                                       | Alessandro Bianchi Accede al ballottaggio | 7.621                       | 33,30 | Partito Democratico     | 4.333  | 19,80 | 13    |
| Partito Socialista Italiano           | Alessandro Bianchi Accede al ballottaggio | 7.621                       | 33,30 | 1.823                   | 8,33   | 5     |       |
| Alleanza per Nuoro                    | Alessandro Bianchi Accede al ballottaggio | 7.621                       | 33,30 | 858                     | 3,92   | 2     |       |
| Federazione della Sinistra            | Alessandro Bianchi Accede al ballottaggio | 7.621                       | 33,30 | 789                     | 3,61   | 2     |       |
|                                       | Giovanni Salis                            | 4.635                       | 20,26 | Democratici per Nuoro   | 1.204  | 5,50  | 2     |
| Italia dei Valori                     | Giovanni Salis                            | 4.635                       | 20,26 | 1.157                   | 5,29   | 1     |       |
| Sinistra Ecologia Libertà (A)         | Giovanni Salis                            | 4.635                       | 20,26 | 877                     | 4,01   | 1     |       |
| RossoMori                             | Giovanni Salis                            | 4.635                       | 20,26 | 744                     | 3,40   | 1     |       |
| Federazione dei Verdi                 | Giovanni Salis                            | 4.635                       | 20,26 | 447                     | 2,04   | -     |       |
| Seggio al candidato sindaco           | Seggio al candidato sindaco               | Seggio al candidato sindaco | 20,26 | 1                       |        |       |       |
|                                       | Alessandro Murgia                         | 2.067                       | 9,03  | Idea Comune             | 1.485  | 6,79  | 2     |
|                                       | Francesco Calledda                        | 689                         | 3,01  | Insieme per Nuoro       | 474    | 2,17  | -     |
| Totale                                | Totale                                    | 22.883                      | 100   |                         | 21.883 | 100   | 40    |

- La lista contrassegnata con la lettera A è apparentata al secondo turno con il candidato sindaco Alessandro Bianchi.

Ballottaggio
| Candidati | Candidati                     | Voti   | %     |
| --------- | ----------------------------- | ------ | ----- |
|           | Alessandro Bianchi ✔️ Sindaco | 9.127  | 55,27 |
|           | Paolo Manca                   | 7.385  | 44,73 |
| Totale    | Totale                        | 16.512 |       |

#### Sassari
| Candidati                                | Candidati                   | Voti                        | %     | Liste                   | Voti   | %     | Seggi |
| ---------------------------------------- | --------------------------- | --------------------------- | ----- | ----------------------- | ------ | ----- | ----- |
|                                          | Gianfranco Ganau ✔️ Sindaco | 47.327                      | 65,95 | Partito Democratico     | 18.868 | 28,31 | 13    |
| Ora Sì                                   | Gianfranco Ganau ✔️ Sindaco | 47.327                      | 65,95 | 6.288                   | 9,43   | 4     |       |
| Unione Popolare Cristiana                | Gianfranco Ganau ✔️ Sindaco | 47.327                      | 65,95 | 5.704                   | 8,56   | 3     |       |
| Italia dei Valori                        | Gianfranco Ganau ✔️ Sindaco | 47.327                      | 65,95 | 3.675                   | 5,51   | 2     |       |
| Sinistra Unita (FdS - Verdi - PSI - SEL) | Gianfranco Ganau ✔️ Sindaco | 47.327                      | 65,95 | 3.527                   | 5,29   | 2     |       |
| Alleanza per Sassari                     | Gianfranco Ganau ✔️ Sindaco | 47.327                      | 65,95 | 2.211                   | 3,32   | 1     |       |
| Autonomia Socialista                     | Gianfranco Ganau ✔️ Sindaco | 47.327                      | 65,95 | 1.967                   | 2,95   | 1     |       |
|                                          | Giacomo Sanna               | 23.505                      | 32,75 | Il Popolo della Libertà | 9.041  | 13,56 | 6     |
| Unione di Centro                         | Giacomo Sanna               | 23.505                      | 32,75 | 4.721                   | 7,08   | 3     |       |
| Partito Sardo d'Azione                   | Giacomo Sanna               | 23.505                      | 32,75 | 3.526                   | 5,29   | 2     |       |
| Unione Democratica Sarda                 | Giacomo Sanna               | 23.505                      | 32,75 | 2.128                   | 3,19   | 1     |       |
| Sassari È                                | Giacomo Sanna               | 23.505                      | 32,75 | 1.720                   | 2,58   | 1     |       |
| Riformatori Sardi                        | Giacomo Sanna               | 23.505                      | 32,75 | 1.329                   | 1,99   | -     |       |
| Movimento per le Autonomie               | Giacomo Sanna               | 23.505                      | 32,75 | 1.020                   | 1,53   | -     |       |
| La Destra                                | Giacomo Sanna               | 23.505                      | 32,75 | 314                     | 0,47   | -     |       |
| Seggio al candidato sindaco              | Seggio al candidato sindaco | Seggio al candidato sindaco | 32,75 | 1                       |        |       |       |
|                                          | Bruno Bellomonte            | 931                         | 1,30  | Pro S'Indipendentzia    | 612    | 0,92  | -     |
| Totale                                   | Totale                      | 71.763                      |       |                         | 66.651 |       | 40    |

## Elezioni provinciali

### Liguria

#### Provincia di Imperia
| Candidati                      | Candidati                      | Voti                           | %     | Liste                   | Voti    | %     | Seggi |
| ------------------------------ | ------------------------------ | ------------------------------ | ----- | ----------------------- | ------- | ----- | ----- |
|                                | Luigi Sappa ✔️ Presidente      | 63.380                         | 59,02 | Il Popolo della Libertà | 31.289  | 31,23 | 8     |
| Per la Libertà                 | Luigi Sappa ✔️ Presidente      | 63.380                         | 59,02 | 14.758                  | 14,73   | 4     |       |
| Lega Nord                      | Luigi Sappa ✔️ Presidente      | 63.380                         | 59,02 | 12.947                  | 12,92   | 3     |       |
|                                | Riccardo Giordano              | 34.924                         | 32,52 | Partito Democratico     | 17.749  | 17,71 | 5     |
| Italia dei Valori              | Riccardo Giordano              | 34.924                         | 32,52 | 5.985                   | 5,97    | 1     |       |
| Sinistra Ecologia Libertà      | Riccardo Giordano              | 34.924                         | 32,52 | 3.662                   | 3,65    | 1     |       |
| La Nuova Stagione              | Riccardo Giordano              | 34.924                         | 32,52 | 2.780                   | 2,77    | -     |       |
| Federazione della Sinistra     | Riccardo Giordano              | 34.924                         | 32,52 | 2.624                   | 2,62    | -     |       |
| Seggio al candidato presidente | Seggio al candidato presidente | Seggio al candidato presidente | 32,52 | 1                       |         |       |       |
|                                | Fabrizio Gramondo              | 6.142                          | 5,72  | Unione di Centro        | 5.794   | 5,78  | 1     |
|                                | Marco Bertaina                 | 2.941                          | 2,74  | La Provincia di Tutti   | 2.608   | 2,60  | -     |
| Totale                         | Totale                         | 107.387                        |       |                         | 100.196 |       | 24    |

### Lazio

#### Provincia di Viterbo
| Candidati                         | Candidati                      | Voti                           | %     | Liste                   | Voti    | %     | Seggi |
| --------------------------------- | ------------------------------ | ------------------------------ | ----- | ----------------------- | ------- | ----- | ----- |
|                                   | Marcello Meroi ✔️ Presidente   | 92.941                         | 54,65 | Il Popolo della Libertà | 44.774  | 27,52 | 8     |
| Unione di Centro                  | Marcello Meroi ✔️ Presidente   | 92.941                         | 54,65 | 20.299                  | 12,48   | 4     |       |
| Popolo Etrusco                    | Marcello Meroi ✔️ Presidente   | 92.941                         | 54,65 | 8.529                   | 5,24    | 1     |       |
| Meroi Presidente                  | Marcello Meroi ✔️ Presidente   | 92.941                         | 54,65 | 6.819                   | 4,19    | 1     |       |
| Tuscia Vola                       | Marcello Meroi ✔️ Presidente   | 92.941                         | 54,65 | 4.133                   | 2,54    | -     |       |
| Lega Lazio                        | Marcello Meroi ✔️ Presidente   | 92.941                         | 54,65 | 2.855                   | 1,75    | -     |       |
| Fiamma Tricolore                  | Marcello Meroi ✔️ Presidente   | 92.941                         | 54,65 | 2.503                   | 1,54    | -     |       |
|                                   | Federico Grattarola            | 54.628                         | 32,12 | Partito Democratico     | 40.166  | 24,69 | 6     |
| Democratici per la Tuscia         | Federico Grattarola            | 54.628                         | 32,12 | 8.125                   | 4,99    | 1     |       |
| Alleanza Riformista per la Tuscia | Federico Grattarola            | 54.628                         | 32,12 | 2.955                   | 1,82    | -     |       |
| Seggio al candidato presidente    | Seggio al candidato presidente | Seggio al candidato presidente | 32,12 | 1                       |         |       |       |
|                                   | Raffaele Saladino              | 19.730                         | 11,60 | Italia dei Valori       | 7.722   | 4,75  | 1     |
| Sinistra Ecologia Libertà         | Raffaele Saladino              | 19.730                         | 11,60 | 5.932                   | 3,65    | -     |       |
| Federazione della Sinistra        | Raffaele Saladino              | 19.730                         | 11,60 | 5.305                   | 3,26    | -     |       |
| Seggio al candidato presidente    | Seggio al candidato presidente | Seggio al candidato presidente | 11,60 | 1                       |         |       |       |
|                                   | Stefano Bossi                  | 1.630                          | 0,96  | Lega Tuscia             | 1.524   | 0,94  | -     |
|                                   | Danila Annesi                  | 1.135                          | 0,67  | Forza Nuova             | 1.042   | 0,64  | -     |
| Totale                            | Totale                         | 170.064                        |       |                         | 162.683 |       | 24    |

### Abruzzo

#### Provincia dell'Aquila
| Candidati                        | Candidati                       | Voti                           | %     | Liste                            | Voti    | %     | Seggi |
| -------------------------------- | ------------------------------- | ------------------------------ | ----- | -------------------------------- | ------- | ----- | ----- |
|                                  | Antonio Del Corvo ✔️ Presidente | 91.489                         | 53,42 | Il Popolo della Libertà          | 35.492  | 22,03 | 7     |
| Forza Provincia                  | Antonio Del Corvo ✔️ Presidente | 91.489                         | 53,42 | 10.709                           | 6,65    | 2     |       |
| Unione di Centro                 | Antonio Del Corvo ✔️ Presidente | 91.489                         | 53,42 | 10.151                           | 6,30    | 2     |       |
| Alleanza per L'Aquila            | Antonio Del Corvo ✔️ Presidente | 91.489                         | 53,42 | 9.148                            | 5,68    | 1     |       |
| Movimento per le Autonomie       | Antonio Del Corvo ✔️ Presidente | 91.489                         | 53,42 | 7.438                            | 4,62    | 1     |       |
| Per L'Aquila con Mimmo Srour     | Antonio Del Corvo ✔️ Presidente | 91.489                         | 53,42 | 5.247                            | 3,26    | 1     |       |
| Rialzati Provincia dell'Aquila   | Antonio Del Corvo ✔️ Presidente | 91.489                         | 53,42 | 4.009                            | 2,49    | -     |       |
| La Destra                        | Antonio Del Corvo ✔️ Presidente | 91.489                         | 53,42 | 3.342                            | 2,07    | -     |       |
| Liberalsocialisti                | Antonio Del Corvo ✔️ Presidente | 91.489                         | 53,42 | 1.632                            | 1,01    | -     |       |
| Lega Nord                        | Antonio Del Corvo ✔️ Presidente | 91.489                         | 53,42 | 1.268                            | 0,79    | -     |       |
|                                  | Stefania Pezzopane              | 77.607                         | 45,32 | Partito Democratico              | 23.928  | 14,85 | 4     |
| Democratici                      | Stefania Pezzopane              | 77.607                         | 45,32 | 12.286                           | 7,63    | 2     |       |
| Italia dei Valori                | Stefania Pezzopane              | 77.607                         | 45,32 | 9.900                            | 6,15    | 2     |       |
| Io sto con Stefania              | Stefania Pezzopane              | 77.607                         | 45,32 | 6.989                            | 4,34    | 1     |       |
| Partito Socialista Italiano      | Stefania Pezzopane              | 77.607                         | 45,32 | 4.451                            | 2,76    | -     |       |
| Federazione della Sinistra       | Stefania Pezzopane              | 77.607                         | 45,32 | 4.433                            | 2,75    | -     |       |
| Al Centro per Pezzopane          | Stefania Pezzopane              | 77.607                         | 45,32 | 3.693                            | 2,29    | -     |       |
| Sinistra Ecologia Libertà        | Stefania Pezzopane              | 77.607                         | 45,32 | 3.203                            | 1,99    | -     |       |
| Unione Democratici per l'Abruzzo | Stefania Pezzopane              | 77.607                         | 45,32 | 1.832                            | 1,14    | -     |       |
| Seggio al candidato presidente   | Seggio al candidato presidente  | Seggio al candidato presidente | 45,32 | 1                                |         |       |       |
|                                  | Francesco Di Nisio              | 726                            | 0,42  | Lega Popolare                    | 636     | 0,39  | -     |
|                                  | Augusto Scoccia                 | 584                            | 0,34  | Partito Repubblicano Italiano    | 542     | 0,34  | -     |
|                                  | Bruno Neri                      | 482                            | 0,28  | Forza Nuova                      | 441     | 0,27  | -     |
|                                  | Francesco Di Paolo              | 366                            | 0,21  | Partito Comunista dei Lavoratori | 329     | 0,20  | -     |
| Totale                           | Totale                          | 171.254                        |       |                                  | 161.099 |       | 24    |

### Campania

#### Provincia di Caserta
| Candidati                                       | Candidati                      | Voti                           | %     | Liste                      | Voti    | %     | Seggi |
| ----------------------------------------------- | ------------------------------ | ------------------------------ | ----- | -------------------------- | ------- | ----- | ----- |
|                                                 | Domenico Zinzi ✔️ Presidente   | 313.864                        | 64,38 | Il Popolo della Libertà    | 90.386  | 19,12 | 9     |
| Unione di Centro                                | Domenico Zinzi ✔️ Presidente   | 313.864                        | 64,38 | 50.693                     | 10,72   | 5     |       |
| Popolari UDEUR                                  | Domenico Zinzi ✔️ Presidente   | 313.864                        | 64,38 | 30.104                     | 6,37    | 2     |       |
| Zinzi Presidente                                | Domenico Zinzi ✔️ Presidente   | 313.864                        | 64,38 | 27.770                     | 5,88    | 2     |       |
| Nuovo PSI                                       | Domenico Zinzi ✔️ Presidente   | 313.864                        | 64,38 | 23.560                     | 4,98    | 2     |       |
| Movimento per le Autonomie                      | Domenico Zinzi ✔️ Presidente   | 313.864                        | 64,38 | 17.640                     | 3,73    | 1     |       |
| Liberal - Liberali Cristiani - Unione di Centro | Domenico Zinzi ✔️ Presidente   | 313.864                        | 64,38 | 16.397                     | 3,47    | 1     |       |
| Alleanza di Centro - Democrazia Cristiana       | Domenico Zinzi ✔️ Presidente   | 313.864                        | 64,38 | 11.945                     | 2,53    | 1     |       |
| La Provincia che Vorrei                         | Domenico Zinzi ✔️ Presidente   | 313.864                        | 64,38 | 10.839                     | 2,29    | 1     |       |
| Noi Sud                                         | Domenico Zinzi ✔️ Presidente   | 313.864                        | 64,38 | 10.427                     | 2,21    | 1     |       |
| Alleanza di Popolo                              | Domenico Zinzi ✔️ Presidente   | 313.864                        | 64,38 | 8.539                      | 1,77    | -     |       |
| La Destra                                       | Domenico Zinzi ✔️ Presidente   | 313.864                        | 64,38 | 7.799                      | 1,65    | -     |       |
| Partito Repubblicano Italiano                   | Domenico Zinzi ✔️ Presidente   | 313.864                        | 64,38 | 1.691                      | 0,36    | -     |       |
|                                                 | Giuseppe Stellato              | 149.103                        | 30,58 | Partito Democratico        | 59.146  | 12,51 | 5     |
| Italia dei Valori                               | Giuseppe Stellato              | 149.103                        | 30,58 | 30.037                     | 6,35    | 2     |       |
| Sinistra Ecologia Libertà - PSE                 | Giuseppe Stellato              | 149.103                        | 30,58 | 19.155                     | 4,05    | 1     |       |
| Moderati                                        | Giuseppe Stellato              | 149.103                        | 30,58 | 17.364                     | 3,67    | 1     |       |
| Alleanza per l'Italia                           | Giuseppe Stellato              | 149.103                        | 30,58 | 11.105                     | 2,35    | 1     |       |
| Federazione dei Verdi                           | Giuseppe Stellato              | 149.103                        | 30,58 | 4.854                      | 1,03    | -     |       |
| Camminiamo Insieme                              | Giuseppe Stellato              | 149.103                        | 30,58 | 1.753                      | 0,37    | -     |       |
| Seggio al candidato presidente                  | Seggio al candidato presidente | Seggio al candidato presidente | 30,58 | 1                          |         |       |       |
|                                                 | Giuseppe Vozza                 | 11.493                         | 2,36  | Speranza Provinciale       | 9.902   | 2,09  | -     |
|                                                 | Antonio Dell'Aquila            | 9.184                          | 1,88  | Federazione della Sinistra | 8.770   | 1,86  | -     |
|                                                 | Pasquale Merola                | 1.885                          | 0,39  | Movimento delle Libertà    | 1.801   | 0,38  | -     |
|                                                 | Salvatore Cervo                | 1.119                          | 0,23  | Stop Camorra               | 375     | 0,08  | -     |
|                                                 | Giuseppe Cirillo               | 884                            | 0,18  | Impotenti Esistenziali     | 805     | 0,17  | -     |
| Totale                                          | Totale                         | 487.532                        |       |                            | 472.677 |       | 36    |

### Sardegna

#### Provincia di Cagliari
| Candidati                                      | Candidati                              | Voti                           | %     | Liste                                   | Voti    | %     | Seggi |
| ---------------------------------------------- | -------------------------------------- | ------------------------------ | ----- | --------------------------------------- | ------- | ----- | ----- |
|                                                | Giuseppe Farris Accede al ballottaggio | 99.053                         | 46,53 | Il Popolo della Libertà                 | 30.080  | 15,66 | 4     |
| Unione di Centro                               | Giuseppe Farris Accede al ballottaggio | 99.053                         | 46,53 | 14.615                                  | 7,61    | 2     |       |
| Riformatori Sardi                              | Giuseppe Farris Accede al ballottaggio | 99.053                         | 46,53 | 13.994                                  | 7,29    | 1     |       |
| Partito Sardo d'Azione                         | Giuseppe Farris Accede al ballottaggio | 99.053                         | 46,53 | 12.195                                  | 6,35    | 1     |       |
| Giuseppe Farris Presidente                     | Giuseppe Farris Accede al ballottaggio | 99.053                         | 46,53 | 8.371                                   | 4,36    | 1     |       |
| Unione Democratica Sarda - Sardegna Socialista | Giuseppe Farris Accede al ballottaggio | 99.053                         | 46,53 | 7.269                                   | 3,79    | -     |       |
| Movimento per le Autonomie                     | Giuseppe Farris Accede al ballottaggio | 99.053                         | 46,53 | 5.276                                   | 2,75    | -     |       |
| Partito Socialista Italiano                    | Giuseppe Farris Accede al ballottaggio | 99.053                         | 46,53 | 1.687                                   | 0,88    | -     |       |
| Seggio al candidato presidente                 | Seggio al candidato presidente         | Seggio al candidato presidente | 46,53 | 1                                       |         |       |       |
|                                                | Graziano Milia Accede al ballottaggio  | 71.969                         | 33,81 | Partito Democratico                     | 38.147  | 19,86 | 12    |
| Sinistra Ecologia Libertà                      | Graziano Milia Accede al ballottaggio  | 71.969                         | 33,81 | 8.434                                   | 4,39    | 2     |       |
| Federazione della Sinistra                     | Graziano Milia Accede al ballottaggio  | 71.969                         | 33,81 | 6.287                                   | 3,27    | 2     |       |
| RossoMori                                      | Graziano Milia Accede al ballottaggio  | 71.969                         | 33,81 | 5.858                                   | 3,05    | 1     |       |
| Noi con Milia                                  | Graziano Milia Accede al ballottaggio  | 71.969                         | 33,81 | 3.090                                   | 1,61    | 1     |       |
| Federazione dei Verdi                          | Graziano Milia Accede al ballottaggio  | 71.969                         | 33,81 | 1.200                                   | 0,62    | -     |       |
| Unione Popolare Cristiana                      | Graziano Milia Accede al ballottaggio  | 71.969                         | 33,81 | 844                                     | 0,44    | -     |       |
|                                                | Piergiorgio Massidda                   | 19.198                         | 9,02  | Massidda Presidente                     | 7.986   | 4,16  | -     |
| Fortza Paris                                   | Piergiorgio Massidda                   | 19.198                         | 9,02  | 3.502                                   | 1,82    | -     |       |
| Democrazia Cristiana                           | Piergiorgio Massidda                   | 19.198                         | 9,02  | 1.673                                   | 0,87    | -     |       |
| Movimento Sociale Italiano                     | Piergiorgio Massidda                   | 19.198                         | 9,02  | 1.059                                   | 0,55    | -     |       |
| Lega Nord                                      | Piergiorgio Massidda                   | 19.198                         | 9,02  | 847                                     | 0,44    | -     |       |
| Fiamma Tricolore                               | Piergiorgio Massidda                   | 19.198                         | 9,02  | 555                                     | 0,29    | -     |       |
| Seggio al candidato presidente                 | Seggio al candidato presidente         | Seggio al candidato presidente | 9,02  | 1                                       |         |       |       |
|                                                | Federico Palomba                       | 14.099                         | 6,62  | Italia dei Valori                       | 11.753  | 6,12  | 1     |
|                                                | Ornella Demuru                         | 5.804                          | 2,73  | Indipendèntzia Repùbrica de Sardigna    | 5.123   | 2,67  | -     |
|                                                | Nicola Tradori                         | 1.191                          | 0,56  | Partito Comunista dei Lavoratori        | 1.005   | 0,52  | -     |
|                                                | Gino Melis                             | 864                            | 0,41  | Forza Nuova                             | 637     | 0,33  | -     |
|                                                | Pietro Loi                             | 686                            | 0,32  | Partito Indipendentista Sardu Malu Entu | 545     | 0,26  | -     |
| Totale                                         | Totale                                 | 212.86                         |       |                                         | 192.032 |       | 30    |

Ballottaggio
| Candidati | Candidati                    | Voti    | %     |
| --------- | ---------------------------- | ------- | ----- |
|           | Graziano Milia ✔️ Presidente | 61.785  | 52,42 |
|           | Giuseppe Farris              | 56.074  | 47,58 |
| Totale    | Totale                       | 117.859 |       |

#### Provincia di Carbonia-Iglesias
| Candidati                      | Candidati                       | Voti                           | %     | Liste                                | Voti   | %     | Seggi |
| ------------------------------ | ------------------------------- | ------------------------------ | ----- | ------------------------------------ | ------ | ----- | ----- |
|                                | Salvatore Cherchi ✔️ Presidente | 33.287                         | 50,35 | Partito Democratico                  | 11.897 | 19,74 | 7     |
| Uniti per il Sulcis-Iglesiente | Salvatore Cherchi ✔️ Presidente | 33.287                         | 50,35 | 4.918                                | 8,16   | 2     |       |
| Partito Socialista Italiano    | Salvatore Cherchi ✔️ Presidente | 33.287                         | 50,35 | 3.837                                | 6,37   | 2     |       |
| Italia dei Valori              | Salvatore Cherchi ✔️ Presidente | 33.287                         | 50,35 | 2.979                                | 4,94   | 1     |       |
| Sinistra Ecologia Libertà      | Salvatore Cherchi ✔️ Presidente | 33.287                         | 50,35 | 2.246                                | 3,73   | 1     |       |
| Federazione della Sinistra     | Salvatore Cherchi ✔️ Presidente | 33.287                         | 50,35 | 1.999                                | 3,32   | 1     |       |
| RossoMori                      | Salvatore Cherchi ✔️ Presidente | 33.287                         | 50,35 | 1.404                                | 2,33   | -     |       |
|                                | Giuseppe Madeddu                | 29.899                         | 45,23 | Unione di Centro                     | 11.476 | 19,04 | 4     |
| Il Popolo della Libertà        | Giuseppe Madeddu                | 29.899                         | 45,23 | 8.610                                | 14,28  | 3     |       |
| Riformatori Sardi              | Giuseppe Madeddu                | 29.899                         | 45,23 | 4.269                                | 7,08   | 1     |       |
| Partito Sardo d'Azione         | Giuseppe Madeddu                | 29.899                         | 45,23 | 2.632                                | 4,37   | 1     |       |
| Sardegna Socialista            | Giuseppe Madeddu                | 29.899                         | 45,23 | 896                                  | 1,49   | -     |       |
| La Destra                      | Giuseppe Madeddu                | 29.899                         | 45,23 | 316                                  | 0,52   | -     |       |
| Seggio al candidato presidente | Seggio al candidato presidente  | Seggio al candidato presidente | 45,23 | 1                                    |        |       |       |
|                                | Giovannino Sedda                | 1.927                          | 2,92  | Indipendèntzia Repùbrica de Sardigna | 1.841  | 3,05  | -     |
|                                | Mario Crastus                   | 993                            | 1,50  | Movimento per il Territorio CAPA     | 959    | 1,59  | -     |
| Totale                         | Totale                          | 66.106                         |       |                                      | 60.279 |       | 24    |

#### Provincia del Medio Campidano
| Candidati                      | Candidati                      | Voti                           | %     | Liste                                   | Voti   | %     | Seggi |
| ------------------------------ | ------------------------------ | ------------------------------ | ----- | --------------------------------------- | ------ | ----- | ----- |
|                                | Fulvio Tocco ✔️ Presidente     | 27.007                         | 55,13 | Partito Democratico                     | 11.256 | 23,91 | 7     |
| Federazione della Sinistra     | Fulvio Tocco ✔️ Presidente     | 27.007                         | 55,13 | 3.738                                   | 7,94   | 2     |       |
| RossoMori                      | Fulvio Tocco ✔️ Presidente     | 27.007                         | 55,13 | 3.332                                   | 7,08   | 2     |       |
| Italia dei Valori              | Fulvio Tocco ✔️ Presidente     | 27.007                         | 55,13 | 3.017                                   | 6,41   | 2     |       |
| PSI - Provincia Verde          | Fulvio Tocco ✔️ Presidente     | 27.007                         | 55,13 | 1.898                                   | 4,03   | 1     |       |
| Unione Popolare Cristiana      | Fulvio Tocco ✔️ Presidente     | 27.007                         | 55,13 | 1.496                                   | 3,18   | -     |       |
| Sinistra Ecologia Libertà      | Fulvio Tocco ✔️ Presidente     | 27.007                         | 55,13 | 1.137                                   | 2,42   | -     |       |
|                                | Efisio Luigi Meloni            | 19.287                         | 39,37 | Il Popolo della Libertà                 | 7.314  | 15,54 | 4     |
| Federazione Campidano          | Efisio Luigi Meloni            | 19.287                         | 39,37 | 3.484                                   | 7,40   | 2     |       |
| Unione di Centro               | Efisio Luigi Meloni            | 19.287                         | 39,37 | 3.220                                   | 6,84   | 1     |       |
| Partito Sardo d'Azione         | Efisio Luigi Meloni            | 19.287                         | 39,37 | 2.486                                   | 5,28   | 1     |       |
| Riformatori Sardi              | Efisio Luigi Meloni            | 19.287                         | 39,37 | 2.486                                   | 5,28   | 1     |       |
| Seggio al candidato presidente | Seggio al candidato presidente | Seggio al candidato presidente | 39,37 | 1                                       |        |       |       |
|                                | Gabriele Littera               | 1.435                          | 2,93  | Indipendèntzia Repùbrica de Sardigna    | 1.365  | 2,90  | -     |
|                                | Onorato Serra                  | 854                            | 1,74  | Fortza Paris                            | 784    | 1,67  | -     |
|                                | Mauro Senis                    | 401                            | 0,82  | Partito Indipendentista Sardu Malu Entu | 347    | 0,74  | -     |
| Totale                         | Totale                         | 48.984                         |       |                                         | 47.072 |       | 24    |

#### Provincia di Nuoro
| Candidati                                | Candidati                             | Voti                           | %     | Liste                                | Voti   | %     | Seggi |
| ---------------------------------------- | ------------------------------------- | ------------------------------ | ----- | ------------------------------------ | ------ | ----- | ----- |
|                                          | Luigi Crisponi Accede al ballottaggio | 33.971                         | 38,36 | Partito Sardo d'Azione               | 10.509 | 12,83 | 2     |
| Il Popolo della Libertà                  | Luigi Crisponi Accede al ballottaggio | 33.971                         | 38,36 | 8.855                                | 10,81  | 2     |       |
| Riformatori Sardi                        | Luigi Crisponi Accede al ballottaggio | 33.971                         | 38,36 | 5.476                                | 6,69   | 1     |       |
| Unione di Centro                         | Luigi Crisponi Accede al ballottaggio | 33.971                         | 38,36 | 5.215                                | 6,37   | 1     |       |
| Unione Democratica Sarda                 | Luigi Crisponi Accede al ballottaggio | 33.971                         | 38,36 | 1.712                                | 2,09   | -     |       |
| Seggio al candidato presidente           | Seggio al candidato presidente        | Seggio al candidato presidente | 38,36 | 1                                    |        |       |       |
|                                          | Roberto Deriu Accede al ballottaggio  | 28.759                         | 32,47 | Partito Democratico                  | 13.015 | 15,89 | 7     |
| Partito Socialista Italiano              | Roberto Deriu Accede al ballottaggio  | 28.759                         | 32,47 | 3.638                                | 4,44   | 2     |       |
| Provincia Civica                         | Roberto Deriu Accede al ballottaggio  | 28.759                         | 32,47 | 3.282                                | 4,01   | 1     |       |
| Federazione della Sinistra               | Roberto Deriu Accede al ballottaggio  | 28.759                         | 32,47 | 2.889                                | 3,53   | 1     |       |
| Autonomia e Progresso                    | Roberto Deriu Accede al ballottaggio  | 28.759                         | 32,47 | 1.937                                | 2,37   | 1     |       |
| Uniti nel Centro Sinistra                | Roberto Deriu Accede al ballottaggio  | 28.759                         | 32,47 | 1.224                                | 1,49   | -     |       |
| Unione Popolare Cristiana - Fortza Paris | Roberto Deriu Accede al ballottaggio  | 28.759                         | 32,47 | 1.179                                | 1,44   | -     |       |
| Alleanza per la Provincia di Nuoro       | Roberto Deriu Accede al ballottaggio  | 28.759                         | 32,47 | 298                                  | 0,36   | -     |       |
|                                          | Efisio Arbau                          | 21.172                         | 23,90 | Democratici con Arbau                | 5.087  | 6,21  | 2     |
| RossoMori                                | Efisio Arbau                          | 21.172                         | 23,90 | 3.431                                | 4,19   | -     |       |
| Sinistra Ecologia Libertà (A)            | Efisio Arbau                          | 21.172                         | 23,90 | 3.303                                | 4,03   | 1     |       |
| Italia dei Valori (B)                    | Efisio Arbau                          | 21.172                         | 23,90 | 2.978                                | 3,64   | 1     |       |
| Federazione dei Verdi                    | Efisio Arbau                          | 21.172                         | 23,90 | 1.978                                | 2,42   | -     |       |
| Comunità Democratica con Efisio          | Efisio Arbau                          | 21.172                         | 23,90 | 1.796                                | 2,19   | -     |       |
| Seggio al candidato presidente           | Seggio al candidato presidente        | Seggio al candidato presidente | 23,90 | 1                                    |        |       |       |
|                                          | Salvatore Bussa                       | 3.940                          | 4,45  | Indipendèntzia Repùbrica de Sardigna | 3.452  | 4,22  | -     |
|                                          | Stefano Stochino                      | 727                            | 0,82  | La Destra                            | 631    | 0,77  | -     |
| Totale                                   | Totale                                | 88.569                         |       |                                      | 81.885 |       | 24    |

- Le liste contrassegnate con le lettere A e B sono apparentate al secondo turno con il candidato presidente Roberto Deriu.

Ballottaggio
| Candidati | Candidati                | Voti   | %     |
| --------- | ------------------------ | ------ | ----- |
|           | Roberto Deriu ✔️ Sindaco | 29.323 | 51,30 |
|           | Luigi Crisponi           | 27.840 | 48,70 |
| Totale    | Totale                   | 57.163 |       |

#### Provincia dell'Ogliastra
| Candidati                      | Candidati                                         | Voti                           | %     | Liste                                | Voti   | %     | Seggi |
| ------------------------------ | ------------------------------------------------- | ------------------------------ | ----- | ------------------------------------ | ------ | ----- | ----- |
|                                | Sandro Daniele Mario Rubiu Accede al ballottaggio | 14.446                         | 43,76 | Il Popolo della Libertà              | 6.665  | 20,86 | 4     |
| Unione di Centro               | Sandro Daniele Mario Rubiu Accede al ballottaggio | 14.446                         | 43,76 | 3.935                                | 12,31  | 2     |       |
| Riformatori Sardi              | Sandro Daniele Mario Rubiu Accede al ballottaggio | 14.446                         | 43,76 | 1.632                                | 5,11   | 1     |       |
| Partito Sardo d'Azione         | Sandro Daniele Mario Rubiu Accede al ballottaggio | 14.446                         | 43,76 | 1.530                                | 4,79   | 1     |       |
| La Destra                      | Sandro Daniele Mario Rubiu Accede al ballottaggio | 14.446                         | 43,76 | 296                                  | 0,93   | -     |       |
| Seggio al candidato presidente | Seggio al candidato presidente                    | Seggio al candidato presidente | 43,76 | 1                                    |        |       |       |
|                                | Bruno Pilia Accede al ballottaggio                | 13.556                         | 41,07 | Partito Democratico                  | 6.461  | 20,22 | 9     |
| Italia dei Valori              | Bruno Pilia Accede al ballottaggio                | 13.556                         | 41,07 | 1.918                                | 6,00   | 2     |       |
| L'Ogliastra Prima di Tutto     | Bruno Pilia Accede al ballottaggio                | 13.556                         | 41,07 | 1.251                                | 3,92   | 1     |       |
| Federazione della Sinistra     | Bruno Pilia Accede al ballottaggio                | 13.556                         | 41,07 | 1.001                                | 3,13   | 1     |       |
| Unione Popolare Cristiana      | Bruno Pilia Accede al ballottaggio                | 13.556                         | 41,07 | 696                                  | 2,18   | 1     |       |
| Sinistra Ecologia Libertà      | Bruno Pilia Accede al ballottaggio                | 13.556                         | 41,07 | 654                                  | 2,05   | -     |       |
| Partito Socialista Italiano    | Bruno Pilia Accede al ballottaggio                | 13.556                         | 41,07 | 649                                  | 2,03   | -     |       |
| RossoMori                      | Bruno Pilia Accede al ballottaggio                | 13.556                         | 41,07 | 461                                  | 1,44   | -     |       |
|                                | Gianfranco Lecca                                  | 2.942                          | 8,91  | Movimento per le Autonomie           | 1.008  | 3,15  | -     |
| Socialisti Riformisti          | Gianfranco Lecca                                  | 2.942                          | 8,91  | 723                                  | 2,26   | -     |       |
| Fortza Paris                   | Gianfranco Lecca                                  | 2.942                          | 8,91  | 618                                  | 1,93   | -     |       |
| Sviluppo Ogliastra             | Gianfranco Lecca                                  | 2.942                          | 8,91  | 499                                  | 1,56   | -     |       |
| Seggio al candidato presidente | Seggio al candidato presidente                    | Seggio al candidato presidente | 8,91  | 1                                    |        |       |       |
|                                | Nicola Cantalupo                                  | 1.080                          | 3,27  | Indipendèntzia Repùbrica de Sardigna | 1.046  | 3,27  | -     |
|                                | Giorgio Ladu                                      | 985                            | 2,98  | Lega Nord                            | 911    | 2,85  | -     |
| Totale                         | Totale                                            | 33.009                         |       |                                      | 31.954 |       | 24    |

Ballottaggio
| Candidati | Candidati                 | Voti   | %     |
| --------- | ------------------------- | ------ | ----- |
|           | Bruno Pilia ✔️ Presidente | 13.700 | 50,99 |
|           | Sandro Rubiu              | 13.169 | 49,01 |
| Totale    | Totale                    | 26.869 |       |

#### Provincia di Olbia-Tempio
| Candidati                        | Candidati                      | Voti                           | %     | Liste                                | Voti   | %     | Seggi |
| -------------------------------- | ------------------------------ | ------------------------------ | ----- | ------------------------------------ | ------ | ----- | ----- |
|                                  | Fedele Sanciu ✔️ Presidente    | 38.156                         | 53,16 | Il Popolo della Libertà              | 15.026 | 21,84 | 6     |
| Unione di Centro                 | Fedele Sanciu ✔️ Presidente    | 38.156                         | 53,16 | 6.687                                | 9,72   | 3     |       |
| Riformatori Sardi                | Fedele Sanciu ✔️ Presidente    | 38.156                         | 53,16 | 6.112                                | 8,89   | 2     |       |
| Partito Sardo d'Azione           | Fedele Sanciu ✔️ Presidente    | 38.156                         | 53,16 | 4.638                                | 6,74   | 2     |       |
| Democrazia Cristiana             | Fedele Sanciu ✔️ Presidente    | 38.156                         | 53,16 | 3.579                                | 5,20   | 1     |       |
| Movimento del Popolo             | Fedele Sanciu ✔️ Presidente    | 38.156                         | 53,16 | 997                                  | 1,45   | -     |       |
|                                  | Gesuino Achenza                | 28.240                         | 39,35 | Partito Democratico                  | 14.418 | 20,96 | 6     |
| Italia dei Valori                | Gesuino Achenza                | 28.240                         | 39,35 | 5.057                                | 7,35   | 2     |       |
| Unione Popolare Cristiana        | Gesuino Achenza                | 28.240                         | 39,35 | 4.267                                | 6,20   | 1     |       |
| Federazione della Sinistra       | Gesuino Achenza                | 28.240                         | 39,35 | 1.706                                | 2,48   | -     |       |
| Sinistra Unita (SEL - RossoMori) | Gesuino Achenza                | 28.240                         | 39,35 | 1.643                                | 2,39   | -     |       |
| Seggio al candidato presidente   | Seggio al candidato presidente | Seggio al candidato presidente | 39,35 | 1                                    |        |       |       |
|                                  | Anna Pietrina Murrighile       | 2.554                          | 3,56  | Alleanza per l'Italia                | 2.062  | 3,00  | -     |
|                                  | Gianmaria Bellu                | 1.676                          | 2,34  | Indipendèntzia Repùbrica de Sardigna | 1.533  | 2,23  | -     |
|                                  | Vittorio Chirico               | 1.149                          | 1,60  | Lega Nord                            | 1.063  | 1,55  | -     |
| Totale                           | Totale                         | 71.775                         |       |                                      | 68.788 |       | 24    |

#### Provincia di Oristano
| Candidati                         | Candidati                            | Voti                           | %     | Liste                                   | Voti   | %     | Seggi |
| --------------------------------- | ------------------------------------ | ------------------------------ | ----- | --------------------------------------- | ------ | ----- | ----- |
|                                   | Massimiliano De Seneen ✔️ Presidente | 51.100                         | 59,74 | Il Popolo della Libertà                 | 14.615 | 17,54 | 5     |
| Unione di Centro                  | Massimiliano De Seneen ✔️ Presidente | 51.100                         | 59,74 | 10.002                                  | 12,00  | 3     |       |
| Fortza Paris                      | Massimiliano De Seneen ✔️ Presidente | 51.100                         | 59,74 | 8.215                                   | 9,86   | 3     |       |
| Riformatori Sardi                 | Massimiliano De Seneen ✔️ Presidente | 51.100                         | 59,74 | 7.500                                   | 9,00   | 2     |       |
| Movimento per le Autonomie        | Massimiliano De Seneen ✔️ Presidente | 51.100                         | 59,74 | 5.692                                   | 6,83   | 2     |       |
| Partito Sardo d'Azione            | Massimiliano De Seneen ✔️ Presidente | 51.100                         | 59,74 | 4.295                                   | 5,15   | 1     |       |
|                                   | Gian Mario Tendas                    | 25.409                         | 29,71 | Partito Democratico                     | 15.755 | 18,91 | 5     |
| Italia dei Valori                 | Gian Mario Tendas                    | 25.409                         | 29,71 | 4.736                                   | 5,68   | 1     |       |
| Federazione della Sinistra        | Gian Mario Tendas                    | 25.409                         | 29,71 | 1.942                                   | 2,33   | -     |       |
| Sinistra Ecologia Libertà - Verdi | Gian Mario Tendas                    | 25.409                         | 29,71 | 1.670                                   | 2,00   | -     |       |
| RossoMori                         | Gian Mario Tendas                    | 25.409                         | 29,71 | 340                                     | 0,41   | -     |       |
| Seggio al candidato presidente    | Seggio al candidato presidente       | Seggio al candidato presidente | 29,71 | 1                                       |        |       |       |
|                                   | Sebastian Raf Madau                  | 5.009                          | 5,86  | Indipendèntzia Repùbrica de Sardigna    | 4.828  | 5,79  | 1     |
|                                   | Ivano Cuccu                          | 2.638                          | 3,08  | Unione Popolare Cristiana               | 2.558  | 3,97  | -     |
|                                   | Alessandra Meli                      | 709                            | 0,83  | Partito Indipendentista Sardu Malu Entu | 665    | 0,80  | -     |
|                                   | Fabiola Piscedda                     | 666                            | 0,78  | Movimento Sociale Italiano              | 521    | 0,63  | -     |
| Totale                            | Totale                               | 85.531                         |       |                                         | 83.334 |       | 24    |

#### Provincia di Sassari
| Candidati                                | Candidati                        | Voti                           | %     | Liste                                   | Voti    | %     | Seggi |
| ---------------------------------------- | -------------------------------- | ------------------------------ | ----- | --------------------------------------- | ------- | ----- | ----- |
|                                          | Alessandra Giudici ✔️ Presidente | 87.340                         | 50,70 | Partito Democratico                     | 34.067  | 21,64 | 8     |
| Unione Popolare Cristiana                | Alessandra Giudici ✔️ Presidente | 87.340                         | 50,70 | 16.833                                  | 10,69   | 4     |       |
| Italia dei Valori                        | Alessandra Giudici ✔️ Presidente | 87.340                         | 50,70 | 14.424                                  | 9,16    | 3     |       |
| Sinistra Unita (SEL - PSI - PRC - Verdi) | Alessandra Giudici ✔️ Presidente | 87.340                         | 50,70 | 7.996                                   | 5,08    | 2     |       |
| Partito dei Comunisti Italiani           | Alessandra Giudici ✔️ Presidente | 87.340                         | 50,70 | 4.794                                   | 3,04    | 1     |       |
|                                          | Mariano Pio Mameli               | 70.755                         | 41,08 | Il Popolo della Libertà                 | 26.273  | 16,69 | 4     |
| Unione di Centro                         | Mariano Pio Mameli               | 70.755                         | 41,08 | 12.882                                  | 8,18    | 2     |       |
| Partito Sardo d'Azione                   | Mariano Pio Mameli               | 70.755                         | 41,08 | 10.808                                  | 6,86    | 2     |       |
| Riformatori Sardi                        | Mariano Pio Mameli               | 70.755                         | 41,08 | 5.955                                   | 3,78    | 1     |       |
| Movimento per le Autonomie               | Mariano Pio Mameli               | 70.755                         | 41,08 | 5.645                                   | 3,59    | 1     |       |
| Unione Democratica Sarda                 | Mariano Pio Mameli               | 70.755                         | 41,08 | 3.902                                   | 2,48    | -     |       |
| La Destra                                | Mariano Pio Mameli               | 70.755                         | 41,08 | 2.014                                   | 1,28    | -     |       |
| Seggio al candidato presidente           | Seggio al candidato presidente   | Seggio al candidato presidente | 41,08 | 1                                       |         |       |       |
|                                          | Gavino Sale                      | 11.195                         | 6,50  | Indipendèntzia Repùbrica de Sardigna    | 9.189   | 5,84  | 1     |
|                                          | Luigi Umberto Todini             | 1.458                          | 0,85  | Lega Nord                               | 1.358   | 0,86  | -     |
|                                          | Gian Franco Camboni              | 877                            | 0,51  | Partito Comunista dei Lavoratori        | 752     | 0,48  | -     |
|                                          | Costantino Sanna                 | 627                            | 0,36  | Partito Indipendentista Sardu Malu Entu | 557     | 0,35  | -     |
| Totale                                   | Totale                           | 172.252                        |       |                                         | 157.449 |       | 30    |

## Galleria d'immagini

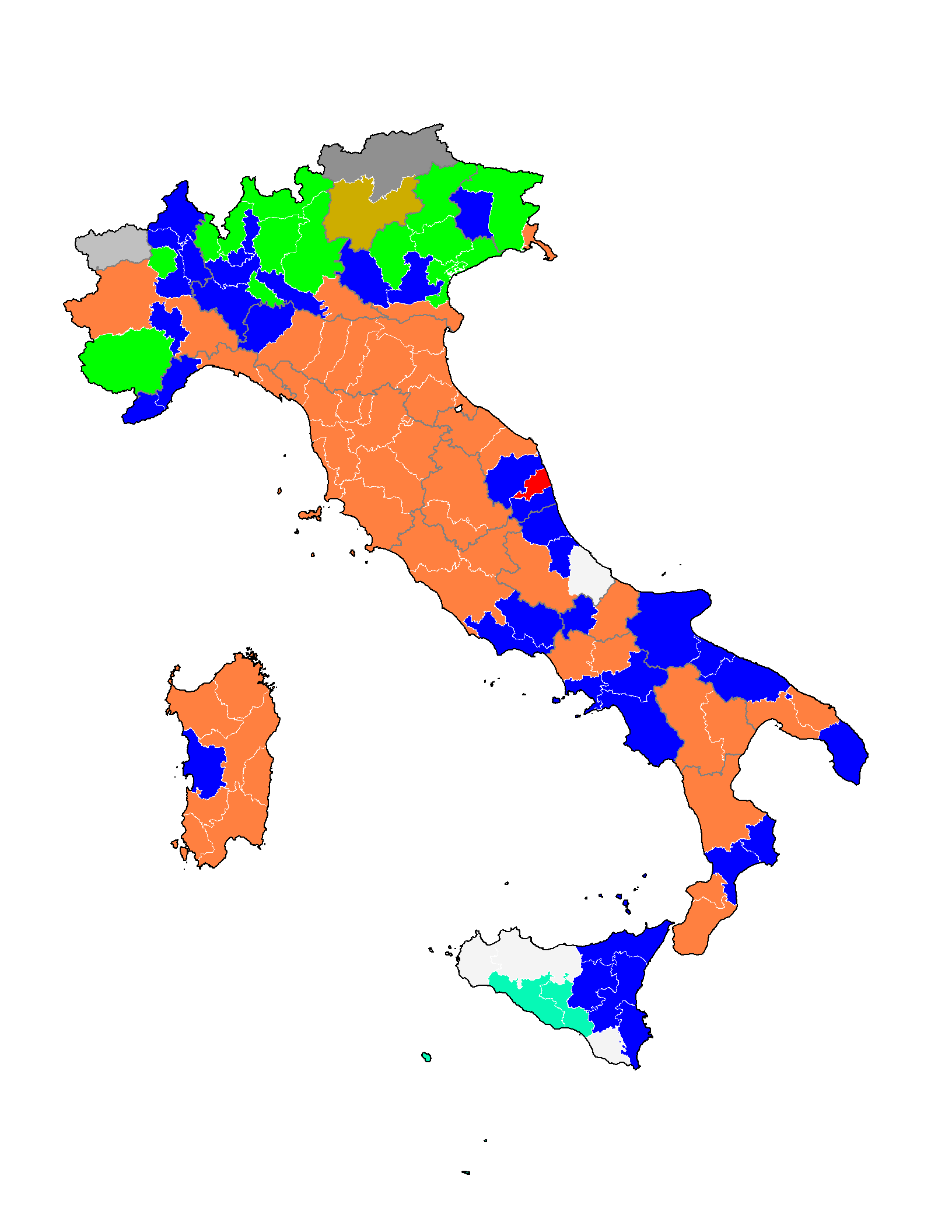
La situazione politica delle province italiane prima del voto.
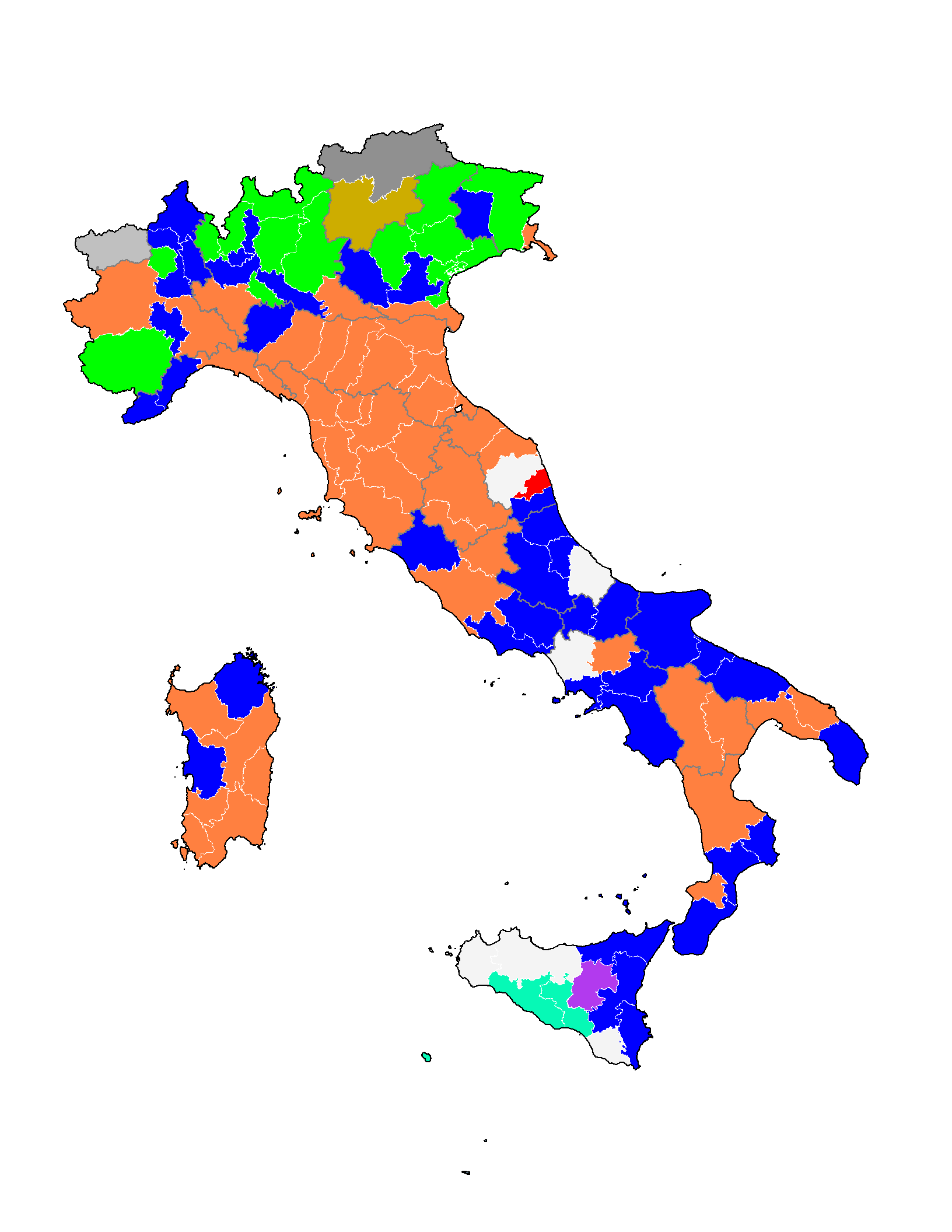
La situazione politica delle province italiane dopo il voto.